# Tassenières
Tassenières är en kommun i departementet Jura i regionen Bourgogne-Franche-Comté i östra Frankrike. Kommunen ligger i kantonen Chaussin som tillhör arrondissementet Dole. År 2022 hade Tassenières 396 invånare.

## Befolkningsutveckling
Antalet invånare i kommunen Tassenières
Referens:INSEE